# Little Paris
 Little Paris  ist ein deutscher Spielfilm aus dem Jahr 2008, der unter der Regie von Miriam Dehne entstand. Der Coming-of-Age-Film thematisiert die Schnittstelle zwischen Wunschwelt und Realität anhand der Tänzerkarriere einer jungen Frau, die in einer baden-württembergischen Kleinstadt aufgewachsen ist und lebt. Der Begriff Kleinstadt wurde bewusst allgemein gehalten, da die Handlung nicht regionalspezifisch zugeordnet werden soll, sondern überall stattfinden könnte. Drehorte dafür waren Crailsheim und Satteldorf im baden-württembergisch-bayerischen Grenzgebiet. Ein Eiffelturm-Replikat auf einem Industriegebäude in Satteldorf wurde zum Namensgeber für den Film.
Die erste Drehbuchfassung, die von einer TV-Dokumentation über Alltagsdramen von in Kleinstädten lebenden Gogo-Girls inspiriert wurde, entstand 2001/2002. Der Film wurde in Deutschland am 2. Mai 2008 auf dem Filmkunstfest in Schwerin uraufgeführt und hatte am 16. Juni 2008 beim Shanghai International Film Festival internationale Premiere. Am 5. November 2008 wurde er auf dem Filmfest Braunschweig und am 23. Januar 2009 auf den 44. Solothurner Filmtagen gezeigt. Im Dezember 2008 erschien er bundesweit in den Kinos.

## Handlung
Baden-Württemberg 2007. Dank des Eiffelturm-Replikats auf dem Dach der örtlichen Fabrik wird die Kleinstadt auch „Little Paris“ genannt. In der Fabrik arbeitet die 23-jährige Luna, die nach dem Tod ihrer Mutter bei ihrer unkonventionellen Tante Pat aufwächst. Nebenbei gibt Luna Kindern ehrenamtlich Tanzunterricht und träumt von einer Tänzerkarriere. Ein Tanzwettbewerb, bei dem es ein Engagement in einem Musikvideo zu gewinnen gibt, bringt „großstädtische“ Tänzer und Tanzstile in die Kleinstadt. Luna lernt dabei den durchreisenden Tänzer G, ihren zukünftigen Trainer, kennen. G motiviert sie dazu, an dem Wettbewerb teilzunehmen und ihr Leben fundamental zu ändern. Luna trennt sich von ihrem Freund Ron, von ihrer Heimat und ihrer Familie, Tante Pat und Lunas Freundinnen Eve und Barbie. Sie verlässt „Little Paris“ und geht mit G nach Berlin. Dort nimmt sie am Finale des Tanzwettbewerbes teil, das sie verliert. Lunas Walk-of-Fame endet in New York.

Luna vereint die Schnittstelle zwischen Wunschwelt und Realität, indem sie ihren Wunsch einer Tänzerkarriere realisiert. Ihrer Freundin Eve gelingt dieser Akt mit dem Verzicht auf die Verlockung, welche G und der Wettbewerb in ihr strukturiertes Leben bringen sowie der Akzeptanz, ein kleinstädtisches, „einfaches“ Familienleben mit Stefan zu führen. Ihre gemeinsame Freundin Barbie, die abends in einem Swingerclub und tagsüber in einer Eisdiele arbeitet, ist die tragische Figur des Films. Barbie, die weder ihren Wunsch, ein Leben mit ihrer großen Liebe Wassily zu führen, realisieren, noch die Realität akzeptieren kann, begeht Selbstmord.

## Kritik
„Was optisch wie eine Mischung aus Pedro-Almodóvar-Traum und Oskar-Roehler-Hölle anmutet, entpuppt sich auf den zweiten Blick als bittersüßes Märchendrama über eine junge Frau, die den Traum von der großen weiten Welt träumt und den Sprung ins Unbekannte wagt.“ Filmecho/Filmwoche
„Die wunderbar entrückt fotografierten Bilder spielen zwar mit jener Kleinstadt-Tristesse, wie man sie mit der kargen Ästhetik der Berliner Schule verbindet. Daneben aber finden sich Einstellungen, die eher an Sofia Coppolas törtchenlastige Kinooperette „Marie Antoinette“ erinnern. Solche Stilbrüche zwischen Disco-Glitzer und Melancholie wagt der deutsche Film viel zu selten.“ Der Spiegel
„Weltschmerz in Pink: Emanzipation wird neu, wild und naiv dargestellt. Miriam Dehne übertrifft dabei viele junge deutsche Filmemacher – weil sie gegen Konvention und guten Geschmack die magischen Momente sucht. Am Ende gelingt ihr großes Kino.“ Süddeutsche Zeitung
„‚Little Paris‘ ist ein einfallsreicher, schwungvoller Tanz- und Coming-of-Age-Film, hemmungslos mit Kitsch, Klischee und Pathos arbeitend, unbekümmert um Peinlichkeiten oder Konventionen. Immer wieder überraschend und anrührend, wirklichkeitsnah und zugleich konstruiert, entspannt und doch dynamisch, mal melodramatisch, mal authentisch, ebenso mitfühlend wie schonungslos … Das ist so mutig wie naiv – und gleichzeitig ziemlich wahrhaftig.“ Berliner Zeitung
„Sehenswert ist die sanft surreale Atmosphäre des Films. Immer wieder gelingen der Regisseurin poetische Szenen wie die in der Flamingo Bar mit Barbie als engelhafte Schlampe im Fetischkleid.“ epd Film

## Nominierungen
- 22. Internationales Filmfest Braunschweig 2008:
  - KINEMA deutsch-französischer Jugendpreis
- 19. Filmkunstfest Mecklenburg-Vorpommern 2008:
  - Spielfilmwettbewerb/Hauptpreis des Landes Mecklenburg-Vorpommern
  - Nachwuchsdarstellerpreis: Sylta Fee Wegmann
- Vorauswahl zum Deutschen Filmpreis 2009:
  - Beste darstellerische Leistung – weibliche Nebenrolle: Nina-Friederike Gnädig
  - Beste Filmmusik: Marco Meister, Kriton Klingler-Ioannides